# Mauro Bole
Mauro "Bubu" Bole (ur. 21 maja 1968 w Trieście) – włoski wspinacz.
Wspina się zarówno w skale, jak i w lodzie. Ma na swoim koncie drogi m.in. w Alpach, Dolomitach, Himalajach, Cordillera Blanca, Yosemitach i Patagonii oraz na Sardynii i w okolicach rodzinnego Triestu. Jest autorem zjazdów narciarskich w Alpach i Dolomitach. W 2006 odwiedził Zakopane, jako gość specjalny Spotkań z Filmem Górskim.

## Niektóre przejścia
- 2001: poprowadzenie drogi "Cruz del Sur" (7c+) na Sfinksie w Codillera Blanca (z Silvo Karo), poprowadzenie drogi "Women and Chalk" (8a) na wschodniej ścianie Shipton Spire (5850 m) nad Doliną Trango w Karakorum (z Mario Cortese i Fabio Dandrim). Osiągnięcie nominowane do Złotego Czekana (Piolet d'Or);
- 2002: szybkie przejście wielowyciągowej drogi "Hotel Supramonte" (8b) na Sardynii (z Mi Sun Go);
- 2003: powtórzenie drogi "End of Silence" (8b+) w Alpach Berchtesgadener, zaliczaną do trzech najtrudniejszych wspinaczek wielowyciągowych (z Hari Bergherem), pierwsze klasyczne przejścia dróg "Camillotto Pellesier" (8b) i "Spanish Route" (8a+) na północnej ścianie Cima Grande w Dolomitach;
- 2004: wytyczenie "Patrick Berhault" (8a) – direttissimy południowo-zachodniej ściany Torre Trieste w Dolomitach;
- 2005: wytyczenie 38-wyciągowej drogi "Le Nez" (7c) – nowej, klasycznej linii na Pointe Croz (4110 m) w Grandes Jorasses (z Mario Cortese).